# 罗伯特·利马
罗伯特·利马·丰塞卡（1972年6月18日—2021年6月17日），乌拉圭足球运动员、足球教练，司职后卫，曾效力于上海九城、哈尔滨兰格，跟随佩纳罗尔获得过五次乌拉圭足球甲级联赛冠军。
1993年至1997年，随佩纳罗尔获得过五次乌拉圭足球甲级联赛冠军。在效力的最后一家俱乐部——塞罗拉尔戈，他成为了助理教练。并在2008年至2017年期间，在数个俱乐部先后担任助理教练。2019年，成为胡蒂卡尔帕足球俱乐部的主教练。
2021年6月17日，在和朋友踢球时突发心脏病而逝世，享年48岁。数小时后，其前妻也因健康问题过世。
在罗伯特·利马过世后，乌拉圭足协表达了哀悼：“我们向他的家人、朋友和佩纳罗尔表示慰问。”

## 相关链接
- Worldfootball中的罗伯特·利马 （页面存档备份，存于）
- BDFA中的罗伯特·利马 （页面存档备份，存于）